# Liste der denkmalgeschützten Objekte in Hofkirchen im Traunkreis
Die Liste der denkmalgeschützten Objekte in Hofkirchen im Traunkreis enthält die 5 denkmalgeschützten, unbeweglichen Objekte der Gemeinde Hofkirchen im Traunkreis in Oberösterreich (Bezirk Linz-Land).

## Denkmäler
| Foto |                 | Denkmal                                                                      | Standort                                           | Beschreibung | Metadaten |
| ---- | --------------- | ---------------------------------------------------------------------------- | -------------------------------------------------- | --- | --- |
| ja   | Datei hochladen | Kath. Pfarrkirche hl. Nikolaus und Friedhof HERIS-ID: 18867 Objekt-ID: 15162 | Dorfplatz Standort KG: Hofkirchen im Traunkreis    | Die beiden Steyrer Meister Sigmund und Stefan erbauten die spätgotische Hallenkirche in den Jahren 1520 bis 1526. Bauherr war das Stift St. Florian unter Propst Peter Maurer. Die Kirche hat ein zweischiffiges dreijochiges Langhaus mit Kreuzrippengewölbe. Der eingezogene Chor mit 5/8-Schluss trägt ein Netzrippengewölbe. 1607 ließ Propst Vitus Widmann den Turm im Süden abtragen und einen mächtigen Westturm bauen. Das Zeltdach errichtete man 1818. An der Nord- und der Südseite befinden sich Vorhallen mit bemerkenswerten Toren. Abgesehen von einem spätgotischen Taufbecken und dem Hochaltar aus dem 17. Jahrhundert ist die Kircheneinrichtung neugotisch. Von den Glocken, die 1535 in die Kirche kamen, ist die sogenannte „Elferin“ heute noch in Gebrauch. | BDA-Hist.: Q23541800 Status: § 2a Stand der BDA-Liste: 2025-06-30 Name: Kath. Pfarrkirche hl. Nikolaus und Friedhof GstNr.: .3, 2 Pfarrkirche Hofkirchen im Traunkreis |
| ja   | Datei hochladen | F. Arnleitner-Schule HERIS-ID: 85530 Objekt-ID: 99732                        | Dorfplatz 4 Standort KG: Hofkirchen im Traunkreis  | 1859 wurde an den damaligen Pfarrhof die vorerst einklassige Schule angebaut. 1902 bekam sie eine zweite Klasse. 1953 wurde die Schule für vier Klassen umgebaut und erhielt zum 50. Todestag Friedrich Arnleitners, dem Schöpfer des Liedes „O hast du noch ein Mütterlein“, den Namen „Friedrich Arnleitner Schule“. | BDA-Hist.: Q38185340 Status: § 2a Stand der BDA-Liste: 2025-06-30 Name: F. Arnleitner-Schule GstNr.: .17/2                                                             |
| ja   | Datei hochladen | Ehem. Pfarrhof, jetzt Aufbahrungshalle HERIS-ID: 18857 Objekt-ID: 15152      | Dorfplatz 10 Standort KG: Hofkirchen im Traunkreis | | BDA-Hist.: Q37846053 Status: § 2a Stand der BDA-Liste: 2025-06-30 Name: Ehem. Pfarrhof, jetzt Aufbahrungshalle GstNr.: .1                                              |
| ja   | Datei hochladen | Aignerkreuz HERIS-ID: 85562 Objekt-ID: 99764                                 | Standort KG: Harmannsdorf                          | | BDA-Hist.: Q38185381 Status: § 2a Stand der BDA-Liste: 2025-06-30 Name: Aignerkreuz GstNr.: 1050/2                                                                     |

## Ehemalige Denkmäler
| Foto |                 | Denkmal                                                   | Standort                                          | Beschreibung | Metadaten                                                                                                  |
| ---- | --------------- | --------------------------------------------------------- | ------------------------------------------------- | ------------ | --- |
| ja   | Datei hochladen | Gasthaus Voglsam HERIS-ID: 18858 Objekt-ID: 15153bis 2024 | Dorfplatz 5 Standort KG: Hofkirchen im Traunkreis |              | BDA-Hist.: Q37846068 Status: Bescheid Stand der BDA-Liste: 2024-06-15 Name: Gasthaus Voglsam GstNr.: .16/2 |